# Corythalia quadriguttata
Corythalia quadriguttata là một loài nhện trong họ Salticidae.
Loài này thuộc chi Corythalia. Corythalia quadriguttata được Frederick Octavius Pickard-Cambridge miêu tả năm 1901.